# Wereldkampioenschap voetbal 2006 (Groep B) Engeland - Paraguay
Deze pagina is een subpagina van het artikel Wereldkampioenschap voetbal 2006. Hierin wordt de wedstrijd in de groepsfase in groep B tussen Engeland en Paraguay gespeeld op 10 juni 2006 nader uitgelicht.

## Nieuws voorafgaand aan de wedstrijd
- 31 mei - De laatste oefenwedstrijd van Paraguay wordt nipt gewonnen van Georgië. De wedstrijd eindigt in 1-0. Het doelpunt komt op naam van Nelson Valdez.
- 31 mei - Na de overwinning op Georgië kondigt bondscoach Aníbal Ruiz aan blij te zijn met de underdog-positie voor de wedstrijd tegen Engeland. Hij vertelt tevens vol vertrouwen te zijn om de Engelsen te trakteren op een nederlaag.
- 1 juni - De Paraguayaanse spits van Bayern München Roque Santa Cruz is volledig hersteld van zijn blessure en is fit om tegen Engeland aan te treden.
- 2 juni - Wayne Rooney heeft de training hervat na zijn in april opgelopen gebroken voet. De verwachting is echter wel dat hij de eerste wedstrijden van het WK vanaf de bank zal moeten toezien. Sven-Göran Eriksson benoemt Frank Lampard, David Beckham, Michael Owen en Steven Gerrard als vier spelers die zeker strafschoppen zullen nemen, mocht Engeland in een strafschoppenserie terechtkomen.
- 3 juni - Engeland overklast Jamaica in een volgepakt Old Trafford met 6-0 in de uitzwaaiwedstrijd. Met drie doelpunten (en vijf in zijn laatste drie interlands) maakte Peter Crouch de grootste indruk. De spits speelt waarschijnlijk de eerste twee WK-wedstrijden in de basis vanwege de blessure van Wayne Rooney.
- 5 juni - Sven-Göran Eriksson vertelt in een interview gecharmeerd te zijn van Roque Santa Cruz en beschouwt hem als de beste speler van Paraguay. Zijn verdedigers zullen er alles aan moeten doen hem te stoppen. Hij is in staat Engeland in zijn eentje te verslaan.
- 6 juni - Aanvaller José Cardozo, de meest ervaren speler binnen de selectie van Paraguay, die actief was op het WK voetbal 1998 en het WK voetbal 2002 loopt een blessure op die hem dermate lang aan de kant houdt dat hij het WK zal moeten laten schieten. Als vervanger voor Cardozo is Dante López opgeroepen.
- 7 juni - Steven Gerrard trainde vandaag niet mee met de Engelse selectie. Hij ondervindt last van de rug en kreeg van de teamarts rust voorgeschreven. Zijn deelname aan de wedstrijd tegen Paraguay komt niet in gevaar. Ook Wayne Rooney was afwezig op de training, hij vloog heen en weer van Duitsland naar Manchester voor verder onderzoek aan zijn gebroken rechtervoet. Rooney werd fit genoeg bevonden om bij de Engelse selectie te blijven en keerde diezelfde avond nog terug. Desondanks zal Rooney minimaal de eerste wedstrijd niet kunnen spelen.
- 8 juni - Roque Santa Cruz kondigt aan erg blij te zijn met de terugkomst van Wayne Rooney naar Duitsland. Volgens de Paraguayaanse spits behoren op het WK de beste spelers te spelen en Rooney is er daar een van. Zijn terugkomst is een overwinning voor het voetbal als sport in de ogen van Santa Cruz. Sven-Göran Eriksson verklaarde Rooney later blessurevrij. Volgens de Zweed dient hij nu alleen nog wedstrijdfit te geraken. De kans dat Steven Gerrard kan meedoen in het duel met Paraguay is geslonken tot een magere 50%.
- 9 juni - Na de laatste training van de Engelse ploeg is Steven Gerrard wedstrijdfit verklaard. Of hij in het basiselftal zal staan is nog niet zeker.

## Voorbeschouwing
In de openingswedstrijd in Groep start Engeland als favoriet tegen Paraguay dat absoluut niet onderschat dient te worden. Paraguay tracht zich namelijk voor de derde maal op rij voor de tweede ronde te kwalificeren. De Engelsen beschikken over een team dat een flinke dosis talent en ervaring bezit. Het team is bovendien een meer in balans dan tijdens het WK voetbal 2002. Spelers als Steven Gerrard en Frank Lampard hebben zich de laatste jaren ontwikkeld als aanvallende middenvelders van wereldklasse. Aangezien Wayne Rooney nog altijd niet inzetbaar is, zal Peter Crouch samen met Michael Owen hoogstwaarschijnlijk de aanval vormen. Crouch is in vorm en scoorde in zijn laatste drie interlands vijf doelpunten. Ondanks het uitvallen van José Cardozo enkele dagen voor de start van het toernooi beschikt ook Paraguay over een sterke aanval met spelers als Roque Santa Cruz en Nelson Valdez. De Zuid-Amerikaanse ploeg steunt vooral op de verdediging en zal proberen vanuit een loepzuivere counteraanval te scoren. De steunpilaren in de verdediging zijn doelman Justo Villar, Carlos Gamarra en Julio César Cáceres. Beide teams staan in hun eigen continent bekend als een kopsterk team, waardoor een aantal flinke confrontaties in de lucht verwacht kan worden.
In het verleden speelden beide ploegen tweemaal tegen elkaar. Beide keren was het Engeland dat comfortabel de wedstrijden wist te winnen. Tijdens de tweede ronde op het WK voetbal 1986 scoorden Gary Lineker (2x) en Peter Beardsley de doelpunten in de met 3-0 gewonnen wedstrijd. In 2002 had Paraguay nog meer problemen met de Engelsen. Toen scoorde onder andere Michael Owen in de vriendschappelijke wedstrijd die eindigde in 4-0.

## Wedstrijdgegevens
| Datum                | 10 juni 2006                  | 10 juni 2006                  |
| Stadion              | Commerzbank-Arena, Frankfurt  | Commerzbank-Arena, Frankfurt  |
| Toeschouwers         | 43.000                        | 43.000                        |
| Scheidsrechter       | Marco Rodríguez               | Marco Rodríguez               |
| Assistenten          | José Luis Camargo Leonel Leal | José Luis Camargo Leonel Leal |
| Vierde man           | Coffi Codjia                  | Coffi Codjia                  |
| Man van de wedstrijd | Frank Lampard                 | Frank Lampard                 |
|                      | Engeland                      | Paraguay                      |
| Eigen doelpunten     | 0                             | 1                             |
| Gele kaarten         | 2                             | 1                             |
| Rode kaarten         | 0                             | 0                             |
| Wissels              | 2                             | 3                             |
| Schoten op doel      | 5                             | 2                             |
| Schoten naast doel   | 8                             | 5                             |
| Overtredingen        | 13                            | 13                            |
| Hoekschoppen         | 6                             | 1                             |
| Buitenspel           | 4                             | 3                             |
| Strafschoppen        | 0                             | 0                             |
| Balbezit (tijd)      | 28'00"                        | 25'00"                        |
| Balbezit (%)         | 53%                           | 47%                           |

| Engeland | 1 – 0           | Paraguay |
| Carlos Gamarra 4' (e.d.) | goals (assists) | |
| Sven-Göran Eriksson | bondscoach      | Aníbal Ruiz |
| Paul Robinson Gary Neville Rio Ferdinand John Terry Ashley Cole David Beckham Steven Gerrard Frank Lampard Joe Cole 83' Michael Owen 56' Peter Crouch | opstellingen    | 8' Justo Villar 68' Carlos Bonet Julio César Cáceres Carlos Gamarra 82' Delio Toledo Denis Caniza Roberto Acuña Carlos Paredes Cristian Riveros Roque Santa Cruz Nelson Valdez |
| Stewart Downing 56' Owen Hargreaves 83' | wissels         | 8' Aldo Bobadilla 68' Nelson Cuevas 82' Jorge Núñez |
| Steven Gerrard 19' Peter Crouch 63' | gele kaarten    | 22' Nelson Valdez |
| | rode kaarten    | |

## Wedstrijdverslag
De Engelsen kenden een droomstart. Al na vier minuten werd de score geopend. David Beckham krulde een vrije trap het strafschopgebied in, waar aanvoerder Carlos Gamarra onder druk van Peter Crouch en Michael Owen in eigen doel kopte. Na de snelle treffer bleef Engeland de traag spelende Zuid-Amerikanen opjagen, waardoor de ploeg van coach Sven-Göran Eriksson de lakens bleef uitdelen, zonder overigens grote kansen te creëren. Pas op slag van rust liet de Paraguayaanse aanval zich zien. Nelson Valdez, net als Roque Santa Cruz actief in de Bundesliga, schoot uit de draai maar net naast.
Na de pauze zakte het tempo - het was in Frankfurt rond de 30 graden - en dat speelde Paraguay in de kaart. Zonder de Engelse defensie echt te testen, had het veel en langdurig balbezit, waarvan het meeste ook nog eens op Engelse helft. Carlos Parades en Santa Cruz zorgden wel voor onrust, maar misten de precisie toen zij van afstand afdrukten. Met nog 25 minuten op de klok bracht de Uruguayaanse coach Aníbal Ruiz met Nelson Cuevas een spits erbij, maar die actie werd niet beloond.
Engeland was alleen nog gevaarlijk via twee afstandsschoten van Frank Lampard, maar die werden door invaller-doelman Aldo Bobadilla goed gekeerd. Hoewel de zege mager uitviel, was men in het Engelse kamp dolblij: na acht jaar werd eindelijk weer eens de eerste wedstrijd op een groot toernooi gewonnen.

## Overzicht van wedstrijden
| Groepswedstrijden | | | |
| Groep A | Groep B | Groep C | Groep D |
| Duitsland - Costa Rica Polen - Ecuador Duitsland - Polen Ecuador - Costa Rica Ecuador - Duitsland Costa Rica - Polen             | Engeland - Paraguay Trinidad en Tobago - Zweden Engeland - Trinidad en Tobago Zweden - Paraguay Zweden - Engeland Paraguay - Trinidad en Tobago | Argentinië - Ivoorkust Servië en Montenegro - Nederland Argentinië - Servië en Montenegro Nederland - Ivoorkust Nederland - Argentinië Ivoorkust - Servië en Montenegro | Mexico - Iran Angola - Portugal Mexico - Angola Portugal - Iran Portugal - Mexico Iran - Angola                               |
| Groep E | Groep F | Groep G | Groep H |
| Italië - Ghana Verenigde Staten - Tsjechië Italië - Verenigde Staten Tsjechië - Ghana Tsjechië - Italië Ghana - Verenigde Staten | Australië - Japan Brazilië - Kroatië Brazilië - Australië Japan - Kroatië Japan - Brazilië Kroatië - Australië                                  | Frankrijk - Zwitserland Zuid-Korea - Togo Frankrijk - Zuid-Korea Togo - Zwitserland Togo - Frankrijk Zwitserland - Zuid-Korea                                           | Spanje - Oekraïne Tunesië - Saoedi-Arabië Spanje - Tunesië Saoedi-Arabië - Oekraïne Saoedi-Arabië - Spanje Oekraïne - Tunesië |
| Achtste finales | | | |
| Duitsland - Zweden Argentinië - Mexico                                                                                           | Italië - Australië Zwitserland - Oekraïne | Engeland - Ecuador Portugal - Nederland | Brazilië - Ghana Spanje - Frankrijk                                                                                           |
| Kwartfinales | | | |
| Duitsland - Argentinië | Italië - Oekraïne | Engeland - Portugal | Brazilië - Frankrijk |
| Halve finales | | | |
| Duitsland - Italië | Duitsland - Italië | Portugal - Frankrijk | Portugal - Frankrijk |
| Troostfinale | | | |
| Duitsland - Portugal | | | |
| Finale | | | |
| Italië - Frankrijk | | | |